# 甲酸镉
甲酸镉是镉的甲酸盐，化学式为Cd(HCOO)2，它可由碳酸镉和甲酸水溶液反应得到。它在210 °C开始分解，热分解的中间产物是碳酸镉，最终生成氧化镉，惰性气氛中还能检测到金属镉。
它可以和哌啶、联吡啶等有机配体形成配合物。它可用于制备CdS、Cd1−xFexO等含镉材料。